# マクシム・レスティエンヌ
マクシム・レスティエンヌ（Maxime Lestienne, 1992年6月17日 - ）は、ベルギー・ムスクロン出身のサッカー選手。ライオン・シティ・セーラーズFC所属。ポジションはMF。

## 経歴
1996年からREムスクロンのユースチームでキャリアをスタートさせ、2008年にトップチームに昇格し12月20日、クラブ・ブルッヘ戦でプロデビューを果たした。2010年1月6日、クラブ・ブルッヘに移籍した。

## 代表歴
ベルギー代表として2011年、UEFA U-19欧州選手権に飛び級で背番号"9"を着けて出場した。

## 所属クラブ
- REムスクロン 2008-2010
- クラブ・ブルッヘ 2010-2014
- アル・アラビ・ドーハ 2014-2016

→ ジェノアCFC 2014-2015 (loan)
→ PSVアイントホーフェン 2015-2016 (loan)
- FCルビン・カザン 2016-2018

→ マラガCF 2018 (loan)
- スタンダール・リエージュ 2018-2022
- ライオン・シティ・セーラーズFC 2022-

## タイトル
PSVアイントホーフェン
- エールディヴィジ 2015-16